# Vickers F.B.24
El Vickers F.B.24 fue un avión de caza biplaza británico de la época de la Primera Guerra Mundial. Sólo se construyeron unos pocos prototipos, ya que, aunque tenía buenas prestaciones, fue preferido el Bristol F.2 Fighter.

## Diseño y desarrollo
En los primeros años de la Primera Guerra Mundial, Vickers Limited diseñó varios aviones para utilizar el motor radial Hart de 112 kW (150 hp), cuyo desarrollo estaba siendo financiado por la misma compañía, incluyendo dos cazas monoplaza, el propulsor F.B.12 y el tractor F.B.16. Un tercer diseño planeado para utilizar el Hart fue el F.B.24, un avión de reconocimiento de caza biplaza.
Sin embargo, el motor Hart demostró ser poco fiable y fue abandonado antes de que se completara el primer prototipo en diciembre de 1916, y se hizo necesario encontrar un nuevo motor para el F.B.24, eligiéndose el Hispano-Suiza 8. Los dos primeros prototipos, el F.B.24A y el F.B.24B, utilizaron un motor Hispano-Suiza de 150 hp, con el primer avión probablemente volando en marzo de 1917, pero fueron convertidos para utilizar un Hispano-Suiza de 149 kW (200 hp), convirtiéndose en el F.B.24D. El F.B.24D era un biplano de dos vanos con fuselaje de sección rectangular. El piloto y el observador/artillero se sentaban juntos en cabinas abiertas separadas, con el piloto directamente debajo de las alas superiores. A pesar de los paneles transparentes incorporados en las alas superiores, la visibilidad del piloto era muy pobre.
El F.B.24C era similar al avión propulsado por el Hispano-Suiza, pero era ligeramente más grande y pesado, y estaba propulsado por un motor V8 Lorraine-Dietrich 8Bd de 205 kW (275 hp) refrigerado por agua, con los bloques de los cilindros encerrados en voluminosos carenados que sobresalían de las esquinas superiores de la capota, restringiendo aún más la visión del piloto. El modelo fue probado por los franceses, y aunque Vickers afirmó que tenía un buen rendimiento, los franceses encontraron que las prestaciones de ascenso del avión no eran las que Vickers afirmaba, y el modelo no fue adoptado. El F.B.24E fue un intento de mejorar la mala visibilidad del piloto, con el fuselaje siendo elevado de modo que la parte superior estuviera a nivel con el ala superior, y el piloto estuviera sentado con la cabeza sobresaliendo a través del hueco entre los dos largueros del ala.
La versión final fue el F.B.24G. Este tenía un diseño similar al F.B.24E, pero era aún más grande y estaba propulsado por un motor V12 Lorraine-Dietrich de 280 kW (375 hp), siendo construido el único ejemplar por Darracq en Francia, no volando hasta después del final de la guerra.

## Variantes
F.B.24A
Primer prototipo, motor Hispano-Suiza 8 de 112 kW (150 hp).
F.B.24B
Segundo prototipo, motor Hispano-Suiza 8 de 112 kW (150 hp).
F.B.24C
Propulsado por un motor Lorraine-Dietrich 8Bd de 205 kW (275 hp), uno construido.
F.B.24D
Los F.B.24A y F.B.24B, propulsados por un motor Hispano-Suiza de 149 kW (200 hp).
F.B.24E
Un ejemplar con fuselaje elevado para mejorar la visión del piloto. Propulsado por un motor Hispano-Suiza o Wolseley Viper de 200 hp.
F.B.24G
Caza más grande, propulsado por un motor V12 Lorraine-Dietrich de 280 kW (375 hp). Uno construido después de la guerra por Darracq en Francia.

## Especificaciones (F.B.24C)
Referencia datos: British Aeroplanes 1914–1918

### Características generales
- Tripulación: Dos (piloto y artillero)
- Longitud: 8,1 m (26,5 ft)
- Envergadura: 11,4 m (37,5 ft) (superior); 9,45 m (inferior)
- Superficie alar: 35,7 m² (384,3 ft²)
- Peso vacío: 775 kg (1708,1 lb)
- Peso cargado: 1202 kg (2649,2 lb)
- Planta motriz: 1× motor lineal V8 refrigerado por agua Lorraine-Dietrich 8Bd.
  - Potencia: 205 kW (283 HP; 279 CV)
- Hélices: Bipala de paso fijo.

### Rendimiento
- Velocidad máxima operativa (Vno): 208 km/h (129 MPH; 113 kt) a 3050 m (10 000 pies)
- Alcance: 3 h
- Techo de vuelo: 7000 m (22 966 ft) (absoluto)
- Tiempo a altitud: 11 min para 3050 m (10 000 pies); 18 min para 4670 m (15 000 pies)

### Armamento
- Ametralladoras: 

  - 2x Vickers de 7,7 mm frontal fija
  - 1x Lewis de 7,7 mm flexible sobre anillo Scarff en cabina trasera[11]

## Aeronaves relacionadas

### Aeronaves similares
- Bristol F.2 Fighter

### Secuencias de designación
- Secuencia E.F.B./F.B._ (interna de Vickers): ← F.B.16 - F.B.19 - F.B.23 - F.B.24 - F.B.25 - F.B.26 Vampire - F.B.27 Vimy